# 1811 Bruwer
1811 Bruwer је астероид главног астероидног појаса са средњом удаљеношћу од Сунца која износи 3,140 астрономских јединица (АЈ).
Апсолутна магнитуда астероида је 10,7.